# 173É busz (Budapest)
A budapesti 173É jelzésű éjszakai autóbusz Újpalota, Erdőkerülő utca és Baross tér, Keleti pályaudvar között közlekedett. A vonalat a Budapesti Közlekedési Rt. üzemeltette.

## Története
1980. október 1-jén elindult a 173-as éjszakai busz a Baross tér, Keleti pályaudvar és Újpalota, Erdőkerülő utca között az éjszakai 69-es villamos helyett. Később a 173É jelzést kapta. 2005. szeptember 1-jén megszűnt, helyette a 973-as buszok közlekednek, melyek a Szentmihályi úttól indulnak és Nagytétényig járnak.

## Útvonala
| Baross tér, Keleti pályaudvar felé | Újpalota, Erdőkerülő utca felé |
| --- | --- |
| Újpalota, Erdőkerülő utca vá. – Zsókavár utca – Nyírpalota út – Páskomliget utca – Bánkút utca – Vasutastelep utca – Széchenyi út – Kolozsvár utca – Erzsébet királyné útja – Mexikói út – Thököly út – Baross tér, Keleti pályaudvar vá. | Baross tér, Keleti pályaudvar vá. – Thököly út – Mexikói út – Erzsébet királyné útja – Kolozsvár utca – Szent Korona útja – Vasutastelep utca – Bánkút utca – Páskomliget utca – Nyírpalota út – Zsókavár utca – Újpalota, Erdőkerülő utca vá. |

## Megállóhelyei
| 0  | Újpalota, Erdőkerülő utca végállomás                             | 21 |          |
| 1  | Zsókavár utca                                                    | ∫  |          |
| 2  | Nyírpalota utca (↓) Zsókavár utca (↑)                            | 20 |          |
| 3  | Páskomliget utca (↓) Nyírpalota utca (↑)                         | 19 |          |
| 4  | Sárfű utca                                                       | 19 |          |
| 4  | Bánkút utca (↓) Páskomliget utca (↑)                             | 18 |          |
| 5  | Szerencs utca                                                    | 17 |          |
| 6  | Vasutastelep utca                                                | 16 |          |
| 7  | Kolozsvár utca (↓) Széchenyi út (↑)                              | 15 |          |
| 8  | Tóth István utca                                                 | 14 |          |
| 9  | Öv utca (↓) Szuglói körvasút sor (↑)                             | 13 |          |
| 9  | Miskolci utca                                                    | 12 |          |
| 10 | Rákospatak utca (↓) Rákospatak utca (Erzsébet királyné útja) (↑) | 11 |          |
| 11 | Fűrész utca                                                      | 11 |          |
| 12 | Róna utca (↓) Nagy Lajos király útja (↑)                         | 10 |          |
| 13 | Laky Adolf utca                                                  | 9  |          |
| 14 | Erzsébet királyné útja, aluljáró                                 | 8  |          |
| 15 | Korong utca                                                      | 7  |          |
| 16 | Hungária körút                                                   | 5  | 1É, 78É  |
| 17 | Stefánia út                                                      | 4  | 78É      |
| 18 | Cházár András utca                                               | 3  | 78É      |
| 19 | Dózsa György út                                                  | 2  | 78É      |
| ∫  | Baross tér, Keleti pályaudvar                                    | 1  | 45É, 78É |
| 20 | Baross tér, Keleti pályaudvar végállomás                         | 0  | 45É, 78É |